# Раймон Салль
Раймон Жульєн Салль (фр. Raymond Julien Salles; нар. 18 липня 1920, Париж — пом. 15 червня 1996, Кретей, Валь-де-Марн, Іль-де-Франс) — французький академічний веслувальник. Олімпійський чемпіон (1952).

## Життєпис
На літніх Олімпійських іграх 1952 року в Гельсінкі (Фінляндія) став олімпійським чемпіоном серед двійок розпашних зі стерновим (з результатом 8:28.6).
У 1953 році на чемпіонаті Європи в Копенгагені (Данія) виборов бронзову медаль у складі вісімки.